# Archaeodesmana
Archaeodesmana — рід комахоїдних ссавців кротових (Talpidae). Скам'янілі рештки представляють пліоцен Франції (2 колекції), Греції (2), Іспанії (6); міоцен Австрії (7), Німеччини (1), Угорщини (1), Іспанії (9). Описані види: Archaeodesmana adroveri, Archaeodesmana baetica, Archaeodesmana brailloni, Archaeodesmana dekkersi, Archaeodesmana luteyni, Archaeodesmana major, Archaeodesmana primigenia, Archaeodesmana turolense, Archaeodesmana vinea.